# Rythem
Rythem var en japansk musikgrupp som var aktiv mellan åren 2003 och 2011. Gruppen bestod av duon Yui Nītsu och Yukari Katō. Många av deras låtar var signaturmelodier till japanska TV-program och TV-serier. Yui spelade även piano och Yuka spelade även gitarr. De släppte sin debutsingel "Harmonia" den 21 maj 2003 och deras sista singel "A Flower" den 10 november 2010. Deras debutalbum Utatane släpptes den 23 juni 2004. Deras andra studioalbum Mugen Factory släpptes den 24 maj 2006. Deras tredje studioalbum 23 släpptes den 1 oktober 2008. Deras fjärde och sista studioalbum, det självbetitlade Rythem, släpptes den 8 december 2010. Gruppen släppte 4 studioalbum, 1 samlingsalbum och 20 singlar.

## Diskografi

### Studioalbum
- 2004 - Utatane
- 2006 - Mugen Factory
- 2008 - 23
- 2010 - Rythem